# Aabenraa Boldklub
Aabenraa Boldklub (forkortet Aabenraa BK, AaBK) er en fodboldklub, som er hjemmehørende i Aabenraa. Klubben er medlem af Jydsk Boldspil-Union (JBU) under Dansk Boldspil-Union (DBU). Klubbens førstehold spiller i 2020-sæsonen i Jyllandsserien under JBU og afvikler deres hjemmebanekampe på Aabenraa Stadion.

## Klubhistorie
Fodboldklubben stiftedes i april 1920 under navnet Aabenraa Boldklub Record, men kort tid efter blev Record fjernet fra det officielle klubnavn. Det er dog ikke muligt angive en præcis dato, idet medlemmerne bestod af unge mennesker i 16-17 års alderen. J. Funder Nielsen, en 16-årig toldelev, kom til det efterfølgende år og fik indkaldt til en generalforsamling i efteråret 1921, hvor klubben fik sin første ledelse og love. J. Funder Nielsen valgtes til klubbens første formand.

## Klubbens resultater
Aabenraa Boldklubs førstehold spillede i perioden 1973-1977 i landets næstbedste række. I perioderne 1968-1972, 1978-1979, 1981 og 1987-1990 deltog man i den tredjebedste række.

## Ekstern kilde/henvisning
- Aabenraa Boldklubs officielle hjemmeside